# Sandra Elkasević
Sandra Elkasević (născută Perković; n. 21 iunie 1990, Zagreb, Republica Socialistă Croația, RSF Iugoslavia) este o atletă croată, medaliată olimpică. A participat la 4 ediții ale Jocurilor Olimpice (2012, 2016, 2020, 2024) în care a câștigat două medalii de aur și o medalie de bronz în proba aruncarea discului. În anii 2013 și 2017 a devenit campioană mondială.

## Palmares
| An   | Competiție                                   | Locație                     | Loc | Note    |
| ---- | -------------------------------------------- | --------------------------- | --- | ------- |
| 2006 | Campionatul Mondial de Juniori               | Beijing, China              | 20  | 44,11 m |
| 2007 | Campionatul Mondial de Juniori (sub 18)      | Ostrava, Cehia              | 2   | 51,25 m |
| 2007 | Campionatul European de Juniori              | Hengelo, Țările de Jos      | 2   | 55,42 m |
| 2007 | Festivalul Olimpic al Tineretului European   | Belgrad, Serbia             | 2   | 49,70 m |
| 2008 | Cupa Europei la aruncări de iarnă            | Zagreb, Croația             | 19  | 47,25 m |
| 2008 | Campionatul Mondial de Juniori               | Bydgoszcz, Polonia          | 3   | 54,24 m |
| 2009 | Campionatul European de Juniori              | Novi Sad, Serbia            | 1   | 62,44 m |
| 2009 | Campionatul Mondial                          | Berlin, Germania            | 9   | 60,77 m |
| 2010 | Cupa Europei la aruncări de iarnă de Tineret | Zagreb, Croația             | 1   | 61,93 m |
| 2010 | Campionatul European                         | Barcelona, Spania           | 1   | 64,67 m |
| 2010 | Cupa Continentală                            | Split, Croația              | 2   | 63,29 m |
| 2012 | Cupa Europei la aruncări de iarnă de Tineret | Bar, Muntenegru, Muntenegru | 1   | 61,93 m |
| 2012 | Campionatul European                         | Helsinki, Finlanda          | 1   | 67,19 m |
| 2012 | Jocurile Olimpice                            | Londra, Marea Britanie      | 1   | 69,11 m |
| 2013 | Campionatul Mondial                          | Moscova, Rusia              | 1   | 67,99 m |
| 2014 | Campionatul European                         | Zürich, Elveția             | 1   | 71,08 m |
| 2014 | Cupa Continentală                            | Marrakech, Maroc            | 3   | 62,08 m |
| 2015 | Campionatul Mondial                          | Beijing, China              | 2   | 67,39 m |
| 2016 | Campionatul European                         | Amsterdam], Țările de Jos   | 1   | 69,97 m |
| 2016 | Jocurile Olimpice                            | Rio de Janeiro, Brazilia    | 1   | 69,21 m |
| 2017 | Campionatul Mondial                          | Londra, Marea Britanie      | 1   | 70,31 m |
| 2018 | Campionatul European                         | Berlin, Germania            | 1   | 67,62 m |
| 2018 | Cupa Continentală                            | Ostrava, Cehia              | 2   | 68,44 m |
| 2019 | Campionatul Mondial                          | Doha, Qatar                 | 3   | 66,72 m |
| 2021 | Jocurile Olimpice                            | Tokio, Japonia              | 4   | 65,01 m |
| 2022 | Campionatul Mondial                          | Eugene, Statele Unite       | 2   | 68,45 m |
| 2022 | Campionatul European                         | München, Germania           | 1   | 67,95 m |
| 2023 | Campionatul Mondial                          | Budapesta, Ungaria          | 5   | 66,57 m |
| 2024 | Campionatul European                         | Roma, Italia                | 1   | 67,04 m |
| 2024 | Jocurile Olimpice                            | Paris, Franța               | 3   | 67,51 m |